# Евдокия Давыдовна

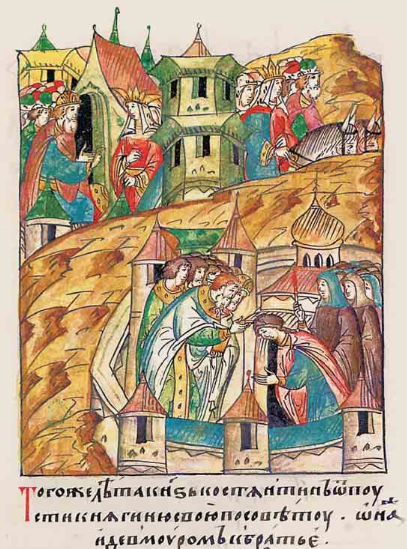
Княгиня уходит в монастырь

Евдокия Давыдовна (XIII век) — дочь муромского князя Давыда Юрьевича (в монашестве Петра) и Февронии (в иночестве Евфросинии). На Евдокии Давыдовне был женат юрьевский князь Святослав-Гавриил, сын великого князя Владимирского Всеволода Большое Гнездо. От этого брака у них был единственный сын Димитрий, признаваемый по старинным святцам святым.
Из летописи видно, что супруга Святослава Евдокия в 1228 году, ещё при жизни своего мужа, пожелала пойти в монастырь: «Святослав отпусти княгиню свою по свету, всхотевше ей в монастырь, и даст ей наделок мног». Княгиня ушла «к братии» в Муром и там постриглась.